# Edificio sede del Colegio de Enfermeras de Chile
El edificio sede del Colegio de Enfermeras de Chile se encuentra ubicado en la calle Miraflores, en el centro de la ciudad de Santiago, Chile. Construida como vivienda en el año 1925 por el arquitecto Alberto Cruz Montt, fue adquirida por el Colegio de Enfermeras en 1965, siendo su sede desde entonces. Fue declarado Monumento Nacional de Chile, en la categoría de Monumento Histórico, mediante el Decreto Exento nº 909, del 12 de mayo de 2007.

## Historia
La situación sanitaria de Chile a fines del siglo XIX y comienzos del siglo XX fue crítica, por lo que se vio en la necesidad de profesionalizar a las enfermeras, para así atender mejor a los enfermeros y educaran a la población más vulnerable del país.
En el año 1902 se creó el primer curso formal de enfermería en el Hospital San Francisco de Borja. En 1906 se fundó la Escuela de Enfermeras del Estado, bajo el patrocinio de la Facultad de Medicina de la Universidad de Chile en el Hospital San Vicente de Paul, siendo la primera escuela de enfermería con patrocinio universitario de América del Sur.
En 1938 se fundó la Asociación de Enfermeras Universitarias de Chile, siendo una de las primeras de este tipo en América Latina. Años después, el 5 de marzo de 1953, se creó el Colegio de Enfermeras de Chile, que compró la casa ubicada en calle Miraflores como su sede en diciembre de 1965.
La propiedad fue construida por el arquitecto Alberto Cruz Montt en el año 1925 para la familia del corredor de propiedades rumano José Bernstein Waisbein. Fue destinada a uso residencial hasta que el Colegio de Enfermeras la adquirió.

## Descripción
El edificio presenta tres niveles y un patio interior. Cuando el Colegio de Enfermeras obtuvo la propiedad se realizaron algunas pequeñas modificaciones a la vivienda para satisfacer el espacio necesario. El inmueble es de estilo neocolonial, y su fachada es de estuco de imitación de piedra.
Un pórtico enmarca el acceso principal, y sobre el, en el segundo piso, se encuentra un balcón cerrado de madera tallada. En el interior, el salón principal cuenta con una gran escalera, y el patio interior cuenta con una pileta.